# Operacja Collar (rajd)
Operacja Collar – brytyjski rajd przeprowadzony w nocy 24 czerwca 1940 roku na znajdującym się pod niemiecką okupacją francuskim wybrzeżu w okolicach Boulogne. Był pierwszą akcją bojową w historii oddziałów Commando.

## Podłoże
Akcja została przeprowadzona zaledwie 2 dni po podpisaniu francusko–niemieckiego zawieszenia broni i miała przede wszystkim podnieść morale brytyjskiego wojska oraz społeczeństwa. Z militarnego punktu widzenia jej celem było wypróbowanie nowo powstałych oddziałów komandosów, pochwycenie jeńców oraz dokonanie rozpoznania.
Do przeprowadzenia rajdu wyznaczono 115 ochotników z 11 Niezależnej Kompanii pod dowództwem mjr. Ronnie'ego Todda. Zostali oni podzieleni na 4 grupy, każdej wyznaczono osobny cel w okolicach Boulogne. Towarzyszyć miał im w roli obserwatora płk Dudley Clarke − pomysłodawca i twórca oddziałów Commando. Środkami transportu były dostarczone przez Royal Air Force cztery małe łodzie ratownicze.

## Przebieg
Pierwsza grupa spenetrowała wybrzeże koło Hardelot, jednak nie odnalazła Niemców i powróciła na łódź. Druga miała wylądować w Berck, ale natknęła się tam na silnie strzeżone kotwicowisko wodnosamolotów i odpłynęła. Trzecia zaatakowała budynek w Le Touquet, który według danych wywiadu miał być wykorzystywany przez  lokalny garnizon jako koszary. W rzeczywistości był on salą taneczną i okazał się opuszczony. Wycofując się komandosi zabili dwóch wartowników. Ich ciała były wleczone za łodzią i zostały zgubione podczas drogi powrotnej. Czwarta grupa przypadkowo niemal wpłynęła do portu w Boulogne. Ostatecznie wylądowała w Stella-Plage, gdzie natknęła się na niemiecki patrol. Doszło do wymiany ognia, w wyniku której Brytyjczycy zostali zmuszeni do wycofania się na łódź. Jedyną ofiarą potyczki był Clarke, który został postrzelony w ucho.
Rano 25 czerwca wszystkie cztery grupy bezpiecznie powróciły do Anglii. Żadna nie wypełniła powierzonych im zadań, lecz brytyjska propaganda nagłośniła akcję i określiła ją jako sukces.